# Eve Gordon
Eve Gordon, anche nota come Eve Bennett-Gordon (25 giugno 1960), è un'attrice statunitense.

## Filmografia parziale

### Cinema
- Il mondo secondo Garp (The World According to Garp), regia di George Roy Hill (1982)
- Avalon, regia di Barry Levinson (1990)
- La strada per il paradiso (Paradise), regia di Mary Agnes Donoghue (1991)
- Fuga per un sogno (Leaving Normal), regia di Edward Zwick (1992)
- Tesoro, ci siamo ristretti anche noi (Honey, We Shrunk Ourselves), regia di Dean Cundey (1997) - Direct-to-video
- A casa per Natale (I'll Be Home for Christmas), regia di Arlene Sanford (1998)
- Miss F.B.I. - Infiltrata speciale (Miss Congeniality 2: Armed and Fabulous), regia di John Pasquin (2005)
- The Grudge 2, regia di Takashi Shimizu (2006)
- Happy Tears, regia di Mitchell Lichtenstein (2009)
- The Tiger Hunter, regia di Lena Khan (2016)
- Ouija - L'origine del male (Ouija: Origin of Evil), regia di Mike Flanagan (2016)
- The Circle, regia di James Ponsoldt (2017)
- Irresistibile (Irresistible), regia di Jon Stewart (2020)

### Televisione
- George Washington II: The Forging of a Nation – film TV (1986)
- Quasi adulti (Almost Grown) – serie TV, 13 episodi (1988-1989)
- Una famiglia da proteggere (The Whereabouts of Jenny) – film  TV (1991)
- Il destino nella culla (Switched at Birth) – film TV (1991)
- Amici per sempre (The Boys) – film TV (1991)
- Jackie (A Woman Named Jackie) – miniserie TV (1991)
- The Powers That Be – serie TV, 21 episodi (1992-1993)
- La famiglia Bowman (The Good Life) – serie TV, 13 episodi (1994)
- Felicità: singolare femminile (The Heidi Chronicles) – film TV (1995)
- Felicity – serie TV, 7 episodi (1998-2002)
- Come On Get Happy: The Partridge Family Story – film TV (1999)
- Recount – film TV (2008)
- American Horror Story – serie TV, 4 episodi (2011)
- Non fidarti della str**** dell'interno 23 (Don't Trust the B---- in Apartment 23) – serie TV, 10 episodi (2012-2013)
- Big Little Lies - Piccole grandi bugie (Big Little Lies) – serie TV, 3 episodi (2019)

## Doppiatrici italiane
Nelle versioni in italiano dei suoi lavori, Eve Gordon è stata doppiata da:
- Barbara Castracane in Detective Monk (ep. 6x12), Supernatural
- Cristina Boraschi in Cold Case - Delitti irrisolti
- Alessandra Cassioli in Detective Monk (ep. 1x05)
- Irene Di Valmo in Grey's Anatomy
- Emanuela Rossi in Non fidarti della str**** dell'interno 23
- Eleonora De Angelis in The Circle
- Antonella Giannini ne Le regole del delitto perfetto